# Antagonist (kemija)
Antagonist, kemijska tvar koja imaju tendenciju poništiti djelovanje nekog drugog sredstva (npr. agonista) u mozgu.